# 特殊潜航艇によるシドニー港攻撃
特殊潜航艇によるシドニー港攻撃（とくしゅせんこうていによるシドニーこうこうげき）とは、太平洋戦争中の1942年5月31日に、オーストラリアのシドニーの沖合いで母艦の潜水艦を発進した日本海軍の特殊潜航艇3隻が、シドニー港に停泊中の連合軍艦船に対して行った攻撃である。

## 概要
同時に行われたインド洋のマダガスカルの戦いと連動した攻撃で、連合国の主要国であったイギリス連邦間の通商破壊を目的とした。
特殊潜航艇のうち1隻はアメリカ海軍の重巡洋艦「シカゴ」を魚雷により攻撃したが、魚雷は目標をそれてオーストラリア海軍の宿泊艦「クッタブル（HMAS Kuttabul）」を沈没させ、その隣にいたオランダ海軍の潜水艦「K IX（K IX）」を撃破し、クッタブルの乗船者19人が死亡した。特殊潜航艇はシドニー湾の南方40キロメートルの地点で母艦に回収される予定だったが、3隻とも帰還できなかった。
英国海軍から派遣されていたシドニー地区司令官ジェラード・ミュアヘッド＝グールド提督は、戦死した特殊潜航艇の乗組員のために海軍葬を行い、戦死した兵士の遺骨はシドニーに拘禁中だった日本公使河相達夫に手渡され、1942年10月に日英交換船で河相公使とともに日本に戻った。
また、1969年、海上自衛隊練習艦隊がシドニーに寄港した際には、オーストラリアの元海軍技師から沈没した特殊潜航艇の乗組員の遺品（武運長久の鉢巻き、お守り代わりとされるキューピー人形、水量計など6点）が託され、日本に持ち帰った。

## 攻撃部隊
攻撃に参加した潜水艦は伊21、伊22、伊24、伊27、伊29の5隻で、伊22、伊24、伊27の3隻が特殊潜航艇甲標的を搭載した。
使われた特殊潜航艇は基本的には真珠湾攻撃で使われた甲標的と同型のもので、少し改良が施されていた。主要目は以下の通りである。
- 全没排水量：46t
- 全長：23.9m
- 水中速力：24kt
- 乗員：2名
- 兵装：45cm魚雷発射管2門

乗員は以下の通りである。（計画時）
- 伊22搭載艇：松尾敬宇大尉、都竹正雄2等兵曹
- 伊24搭載艇：八巻悌次中尉、松本静1等兵曹（実行時には伴勝久中尉、芦辺守1等兵曹に代わる。）
- 伊27搭載艇：中馬兼四大尉、大森猛1等兵曹
- 伊28搭載艇：伴勝久中尉、芦辺守1等兵曹（伊28は潜航艇を積まず珊瑚海に出動していたが、帰路、敵潜水艦に撃沈される。）

## 攻撃の経過
1942年4月27日に伊21・伊29（シドニー湾攻撃では搭載水上偵察機による飛行偵察任務に主に携わることが予定されていた。）、同年4月末に珊瑚海で敵機動部隊を邀撃するため出動していた伊22・伊24・伊27・伊28が敵を捕捉できず、帰路に伊28が敵潜水艦により撃沈されたが残りは5月15日にトラック島に入港していた。5月18日朝に伊22・伊24・伊27が潜航艇を搭載してトラック諸島チューク島を出港した。出港当日の夕方、伊24搭載艇が爆発事故を起こし乗員が死傷したため、同艦はトラック諸島に引き返し、乗員を伴中尉らと交替させて5月20日に再度出港した。5月30日に、伊22、伊24、伊27の3隻はシドニー沖に到着した。

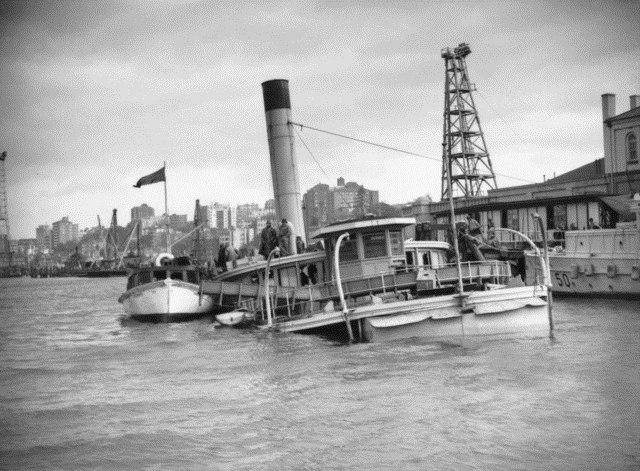
着底したクッタブル

1942年5月31日16時21分、伊22搭載艇が発進。続いて28分に伊27搭載艇が、40分に伊24搭載艇が発進した。伊27搭載艇はシドニー港入り口で防潜網に絡まり、22時30分ごろ自爆した。
次に伊24搭載艇が港内に向かい、侵入に成功した。伊24搭載艇は港内に在泊していたアメリカ重巡洋艦シカゴを発見し魚雷を発射した。魚雷は2本とも外れ、その内1本は岸壁に係留されていたオーストラリア海軍の兵員宿泊艦クッタブルの艦底を通過して岸壁に当たって爆発した。これによりクッタブルは沈没し19名が戦死し、また、その隣に係留されていたオランダ潜水艦「K IX」も爆発の衝撃で損傷したとする説がある。ただし、これらは英文資料にもあるとされるものの主に日本側で主張される戦果である。後年にBBCのJ・グリーソン、作家のT・ウォルドロンが調査で聞いた限りでは、渡し船1隻が損傷を受けたことが確認されただけだったという。攻撃隊隊長の佐々木半九も、戦闘直後の拿捕船で押収した新聞や戦後のモリソンの著書によるとしてフェリーボート1隻が沈んで乗員に死傷者が出たことを述べているだけである。
伊22搭載艇はたびたび駆逐艦に発見され爆雷攻撃を受ける。やがて日付も廻ったところでシカゴを発見、雷撃を行うが魚雷が出ず、体当たりを敢行するがこれも失敗、断続的に爆雷攻撃を受け結局自爆したとされる。おそらく爆雷攻撃のため保護枠が変形し魚雷発射管を塞ぎ、魚雷発射不能となったとみられる。
なお、特殊潜航艇を発進させた潜水艦は6月3日まで帰投を待っていた。

## 戦死者
- 松尾敬宇：海軍大尉から海軍中佐に特進
- 中馬兼四：海軍大尉から海軍中佐に特進
- 伴勝久：海軍中尉から海軍少佐に特進
- 松本静：海軍一等兵曹から海軍特務少尉に特進
- 大森猛：海軍一等兵曹から海軍特務少尉に特進
- 芦辺守：海軍一等兵曹から海軍特務少尉に特進
- 都竹正雄：海軍二等兵曹から海軍兵曹長に特進

## 海軍葬
自爆した2隻の特殊潜航艇は1942年6月4日、5日に引き上げられ、9日にイギリス海軍から派遣されていたシドニー要港司令官ジェラード・ミュアヘッド=グールド海軍少将は乗員4名（松尾大尉・中馬大尉・大森一曹・都竹二曹）の海軍葬を行った。海軍葬の模様は当時日本のラジオでも放送された。
戦時中に敵国である日本の軍人に鄭重な礼を尽くすことには、日本軍によるオーストラリア北部への空襲が激化し、多くの死傷者を出している中でもありオーストラリア国民の一部から批判があった。グールド少将は海軍葬で礼を尽くし、葬儀のあとラジオで演説し、豪州国民に訴えた。

「このような鋼鉄の棺桶で出撃するためには、最高度の勇気が必要であるに違いない。これらの人たちは最高の愛国者であった。我々のうちの幾人が、これらの人たちが払った犠牲の千分の一のそれを払う覚悟をしているだろうか」

「戦死した日本軍の勇士の葬儀を我が海軍葬で行うという私に、非難が集中していることは承知している。けれど私は、あえてこの葬儀を実行する。なぜなら、もし我が国の兵士が彼らのように勇敢な死を遂げた場合、彼らにもまた、同様の名誉ある処遇を受けさせたいためである…」

## 遺骨の引渡し

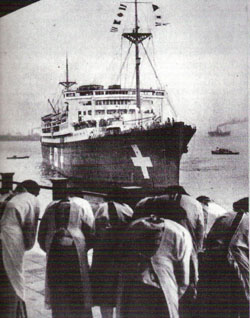
遺骨を乗せ横浜港に戻った第1次日英交換船の鎌倉丸

戦死した4人の遺骨は、シドニーで拘束されていた河相達夫駐オーストラリア公使に引き渡され、1942年8月16日に第1次日英交換船シティ・オブ・カンタベリー号でメルボルンを出航し、中立国であるポルトガル領東アフリカのロレンソ・マルケスで鎌倉丸に乗り換えた河相公使とともに同年10月9日に横浜港に到着した。
4人の戦死は当時の日本で美談視されていたが、遺骨の帰還にあたり海軍は同年10月5日に報道各社に「特殊潜航艇4勇士は軍神扱いせざること」を申し入れた。
同年12月8日、山本五十六連合艦隊司令長官はディエゴ・スアレス攻撃部隊と併せて感状を与えた。
翌1943年3月27日に、特殊潜航艇の乗員は二階級特進した。

## 引揚船の展示と慰霊

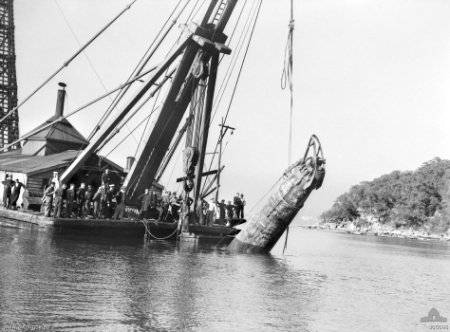
引き上げられた特殊潜航艇

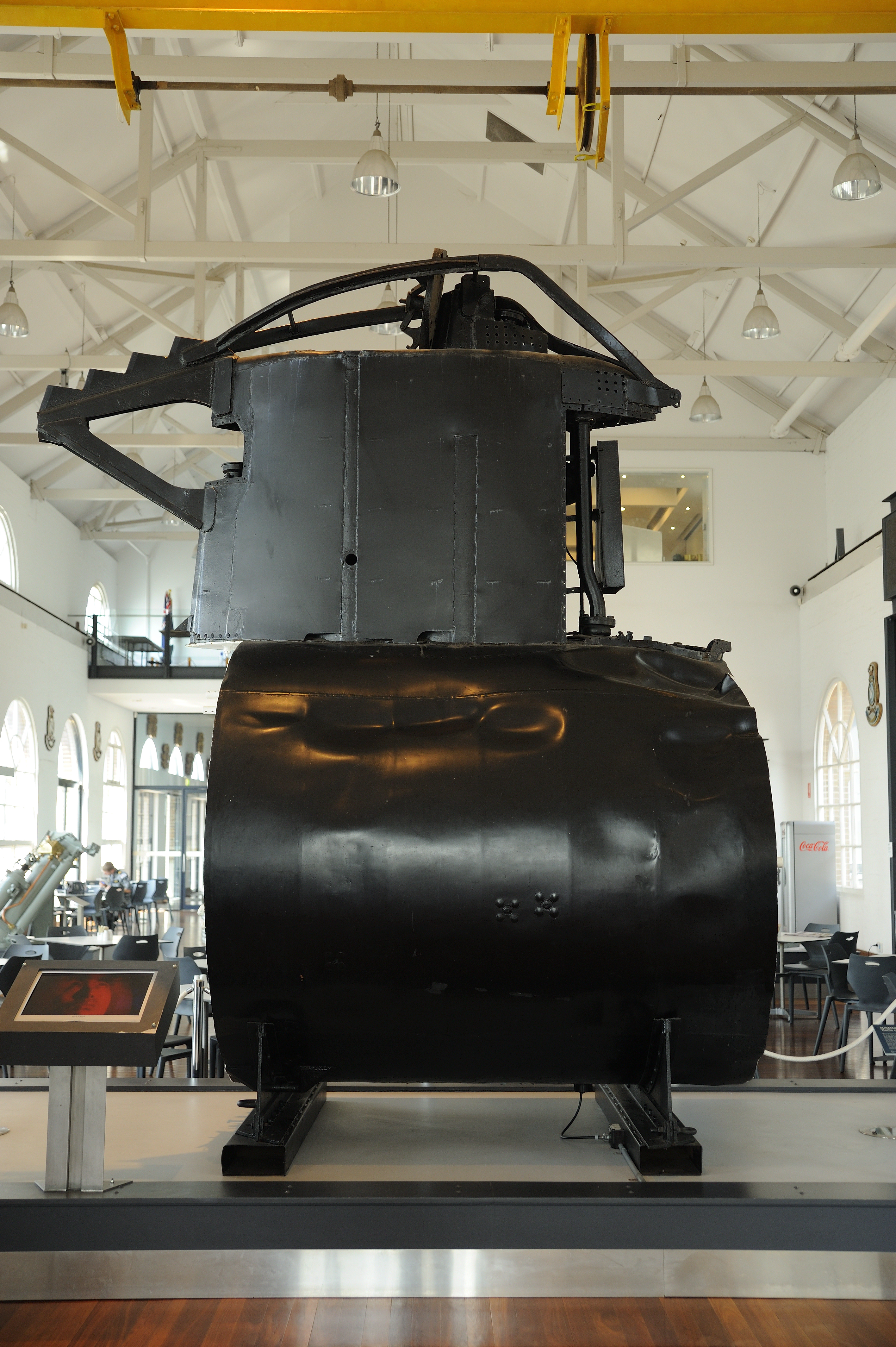
特殊潜航艇（伊22搭載艇）の一部（クッタバル豪海軍基地）

引き上げられた特殊潜航艇は、戦時オーストラリア国民の危機意識を高め、戦時募金を募る目的でオーストラリア国内4,000キロを巡回展示されたあと、1943年4月28日にオーストラリアの首都キャンベラのオーストラリア戦争記念館に展示された。
屋外に展示されていた間は、様々ないたずらや破壊行為の標的にされたが、中でも1966年に現地の学生らによって黄色のペンキを塗りつけられた事件が悪名高い。これは当時流行していたビートルズのヒット曲の「イエロー・サブマリン」にかこつけた洒落とのことである:253–55。しかし1980年代に同記念館の館内に展示・保存されて以降は大きな事件はない。
現在では伊22搭載艇と伊27搭載艇を1隻に組み合わせた特殊潜航艇が展示され、シドニー湾への侵入経路や戦死した乗員に関する詳しい説明パネルが付されている。
一方、シドニーのクッタバル海軍基地内にある史料館には伊22搭載艇の一部が展示されている。海上自衛隊の練習艦隊がシドニー港に寄港する際には隊員が慰霊を行うのが通例である。
2012年9月14日には玄葉光一郎外務大臣、森本敏防衛大臣らがクッタバル慰霊碑と伊22搭載艇に献花・黙祷した。
75周年に当たる2017年5月31日には、日豪両国による両軍戦没兵士の追悼式典が開かれた。2024年9月4日には木原稔防衛大臣がクッタバル海軍基地を訪問・視察し、慰霊碑に献花した。